# 张荣茂
张荣茂（1937年—），男，湖南桃源人，中华人民共和国政治人物，曾任辽宁省人民政府副省长，沈阳市人民政府市长，第八、九届全国人大代表。